# Lévy Madinda
Lévy Clément Madinda (Libreville, 1992. június 11. –) válogatott gaboni labdarúgó, a spanyol Celta de Vigo középpályása.

## Pályafutása

### A válogatottban
2011 és 2021 között 56 alkalommal szerepelt a gaboni válogatottban és hat gólt szerzett. Tagja volt a 2012-es londoni olimpián részt vevő csapatnak. 